# Billy Shearsby
Billy Joe Shearsby – australijski kolarz torowy, złoty medalista mistrzostw świata.

## Kariera
Największym sukcesem w karierze Shearsby'ego jest zdobycie wspólnie z Brettem Aitkenem, Stuartem O’Gradym i Timem O’Shannesseym złotego medalu w drużynowym wyścigu na dochodzenie podczas mistrzostw świata w Hamar w 1993 roku. Był to jedyny medal wywalczony przez Billy’ego na międzynarodowej imprezie. Nigdy nie startował na igrzyskach olimpijskich.